# バチカンの地理
座標: 北緯41度54分10秒 東経12度27分9秒 / 北緯41.90278度 東経12.45250度

バチカンの詳細地図

バチカンの地理（バチカンのちり）ではバチカン市国における地形や自然など地理の概略を示す。

## 概要
ヨーロッパ南部にあるバチカンは非常に特徴的な立地をしており、国の周辺をすべてイタリアローマに囲まれた内陸国である。面積は0.44平方キロメートルと東京の皇居の3分の1ほどと狭く（北京の天安門広場とほぼ同等）、主権国家の中では世界最小である。現状では天然資源の存在や自然災害の危険性は指摘されていない。
イタリアとの国境線の長さは3.2キロメートルほどと非常に短く、伝統的に石壁によって隔てられていた。バチカンの領土に水域はなく、イタリアとの国境のすぐ東側をテヴェレ川が流れている。

## 気候
バチカンの気候はローマと同じであり、9月から5月中旬までが穏やかで雨がちな冬、5月中旬から9月までが暑く乾燥した夏となる。以下はローマの平均気温と降雨量の表と同等である。
| ローマの気候             | ローマの気候  | ローマの気候 | ローマの気候 | ローマの気候 | ローマの気候 | ローマの気候 | ローマの気候 | ローマの気候 | ローマの気候 | ローマの気候 | ローマの気候  | ローマの気候 | ローマの気候   |
| 月                       | 1月           | 2月          | 3月          | 4月          | 5月          | 6月          | 7月          | 8月          | 9月          | 10月         | 11月          | 12月         | 年             |
| ------------------------ | ------------- | ------------ | ------------ | ------------ | ------------ | ------------ | ------------ | ------------ | ------------ | ------------ | ------------- | ------------ | -------------- |
| 平均最高気温 °C （°F）   | 11.8 (53.2)   | 13.0 (55.4)  | 15.2 (59.4)  | 18.1 (64.6)  | 22.9 (73.2)  | 27.0 (80.6)  | 30.4 (86.7)  | 30.3 (86.5)  | 26.8 (80.2)  | 21.8 (71.2)  | 16.3 (61.3)   | 12.6 (54.7)  | 20.52 (68.92)  |
| 平均最低気温 °C （°F）   | 2.7 (36.9)    | 3.5 (38.3)   | 5.0 (41)     | 7.5 (45.5)   | 11.1 (52)    | 14.7 (58.5)  | 17.4 (63.3)  | 17.5 (63.5)  | 14.8 (58.6)  | 10.8 (51.4)  | 6.8 (44.2)    | 3.9 (39)     | 9.64 (49.35)   |
| 降水量 mm （inch）       | 102.6 (4.039) | 98.5 (3.878) | 67.5 (2.657) | 65.4 (2.575) | 48.2 (1.898) | 34.4 (1.354) | 22.9 (0.902) | 32.8 (1.291) | 68.1 (2.681) | 93.7 (3.689) | 129.6 (5.102) | 111.0 (4.37) | 874.7 (34.436) |
| % 湿度                   | 77            | 75           | 72           | 73           | 71           | 68           | 67           | 66           | 69           | 74           | 78            | 78           | 72.3           |
| 出典：MeteoAM 2009-05-29 |               |              |              |              |              |              |              |              |              |              |               |              |                |

## 地形
バチカンはバチカンの丘と呼ばれる小高い丘に位置している。この「バチカン」という言葉はエトルリア語に由来していると推測され、キリスト教が誕生する遥か昔からこの一帯はバチカンの丘（ヴァティカヌスの丘）と呼ばれていた。国の最北部はバチカーノ通りとレオーネ通りの交差点、最南部はグレゴーリオ7世通りとアウレリア通りの分岐点、最西部はバチカーノ通りとアウレリア通りの交差点、最東部はサン・ピエトロ広場の端にあたる。なお東西の距離は1.1キロメートル、南北の距離ではわずか800メートルほどしかない。
国内で最も標高が高い場所は76.2メートル、最も低い場所は19.2メートルであるが、これらの地点に特に名前はつけられていない。

## 土地利用

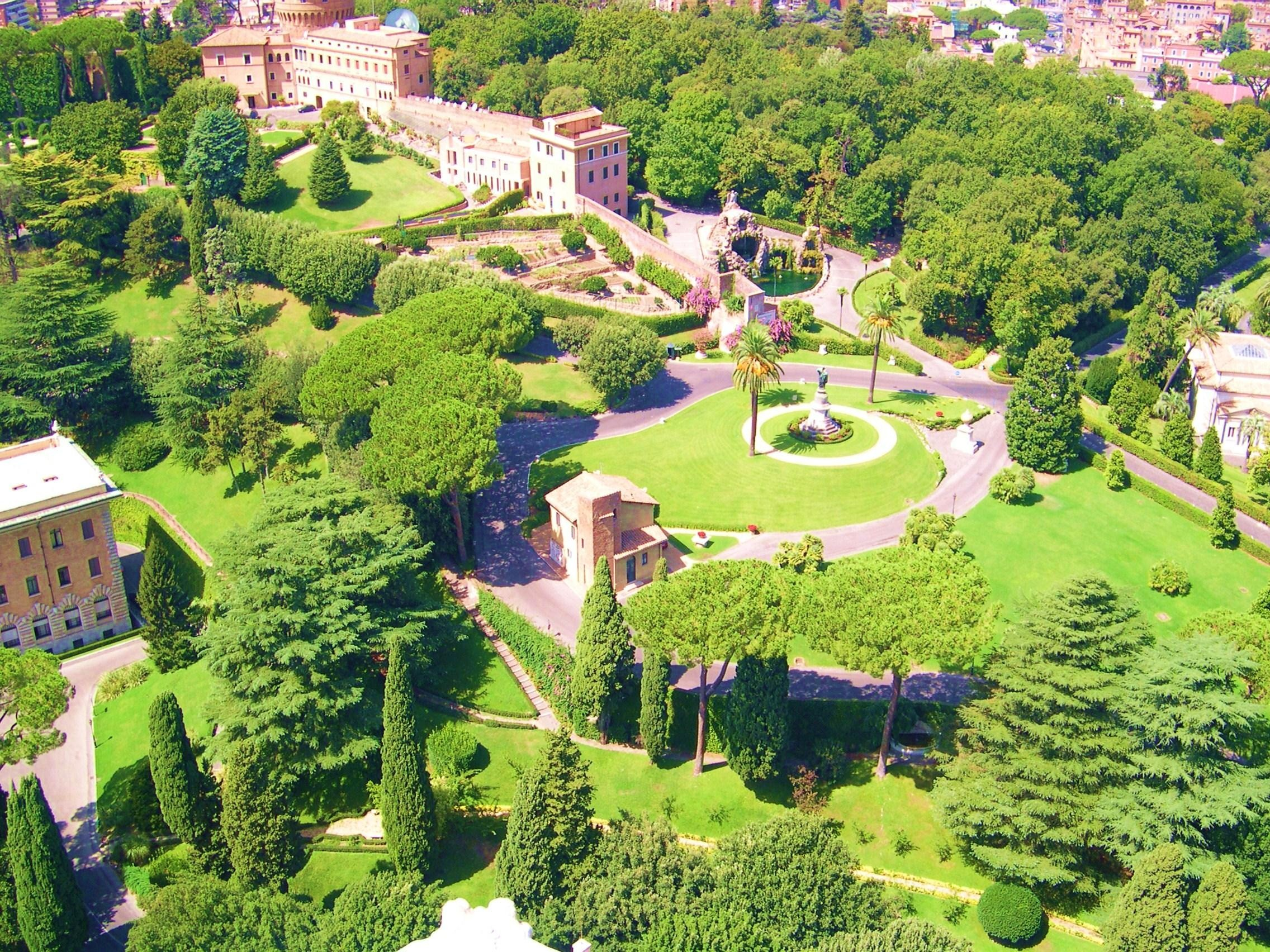
バチカン庭園。一般人は入ることができない。

バチカンは国全体が都市の一部になっているため、国内で目立った農業や天然資源の開発は行われていない。また国土が非常に狭く土地の利用が制約されているため、国土のうち建造物の占める面積を50%以下とし残りのスペースをバチカン庭園をはじめとするオープンスペースとして利用している。また国土には主権国家としての機能を果たすための施設が数多くあり、鉄道駅、ヘリポート、郵便局、ラジオ局、警護施設、行政庁、高等教育施設、文化センター、バチカン美術館、そして大使館などが所狭しと並んでいる。

## 環境
バチカンは2007年7月より世界で唯一の「カーボンニュートラル国家」となった。これはバチカンが年間に排出する二酸化炭素の量と同等の二酸化炭素を吸収するだけの大きさの森が「バチカン・クライメイト・フォレスト」としてハンガリーより寄付されることによるものである。